# Thejazin bin Hajtham
Sajíd Thejazin bin Hajtham Ál Saíd (arabsky: ذي يزن بن هيثم آل سعيد‎, romanizovaně: Ḏī Yazin bin Hayṯam ʾĀl Saʿīd; * 21. srpna 1990 Maskat) je ománský korunní princ a ministr kultury, sportu a mládeže.

## Mládí
Thejazin je nejstarším synem sultána Hajthama bin Tárika a sajídy Ahad bint Abdulláh. Má jednoho mladšího bratra a dvě sestry. Jeho strýc z otcovy strany sajíd Asa'ad bin Tárik je místopředsedou vlády pro vztahy a záležitosti mezinárodní spolupráce a další strýc z otcovy strany (také manžel jeho tety z matčiny strany a otec jeho manželky) sajíd Šiháb bin Tárik je místopředsedou vlády pro záležitosti obrany. Bývalý sultán, Kábús bin Saíd, byl bratrancem jeho otce.
Získal bakalářský titul v oboru politologie na Oxfordské univerzitě a magisterský titul v historii na Oxfordské Brookesově univerzitě. V červenci 2022 promoval na Královské vojenské akademii v Sandhurstu.

## Manželství
V lednu 2021 se Thejazin zasnoubil se sajídou Mejan bint Šiháb bin Tárik Ál Saíd. Pár jsou dvakrát bratranec a sestřenice, protože jejich otcové jsou bratři a jejich matky sestry. Vzali se 11. listopadu 2021 v sále Mazaj v paláci al-Alam.

## Politická kariéra

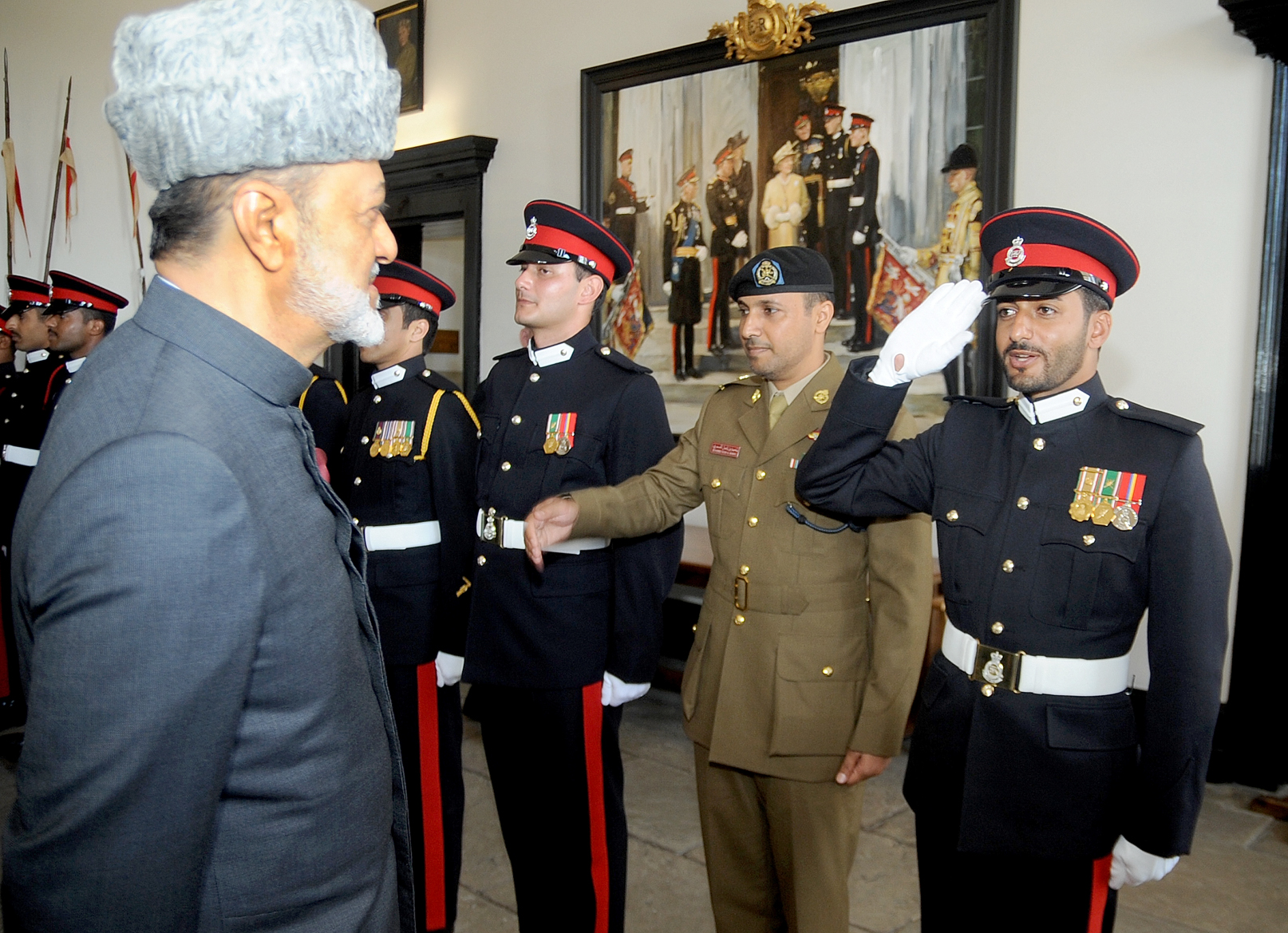
Thejazin (vpravo) salutuje svému otci (vlevo) po absolování Sandhurstu v roce 2022

Thejazin byl jmenován ministrem kultury, sportu a mládeže po sloučení ministerstva sportu, ministerstva umění a národního výboru pro mládež v srpnu 2020. Předtím od roku 2013 pracoval pro ministerstvo zahraničí, včetně dvou let jako druhý tajemník na ománské ambasádě v Londýně.

## Ománský korunní princ
Dne 11. ledna 2021 vydal sultán nový královský dekret, kterým stanovil pořadí následnictví a role korunního prince sultanátu. Jako nejstarší je následníkem trůnu syn sultána, Thejazin.

## Tituly, oslovení a vyznamenání

### Tituly
- 21. srpna 1990 – 12. ledna 2021: Jeho Výsost sajíd Thejazin bin Hajtham bin Tárik Ál Saíd
- 13. ledna 2021 – dosud: Jeho Výsost korunní princ ománský

### Národní vyznamenání
- Omán
  -  1. třída Ománského řádu(18. listopadu 2024)[18]

### Zahraniční vyznamenání
- Bahrajn
  -  Člen 1. třídy řádu šejka Isá bin Salmána Ál Chalífa (7. ledna 2024)[19]
- Spojené království
  -  Nositel Sandhurstské medaile